# Disterigma acuminatum
Disterigma acuminatum är en ljungväxtart som först beskrevs av Carl Sigismund Kunth, och fick sitt nu gällande namn av Niedenzu. Disterigma acuminatum ingår i släktet Disterigma och familjen ljungväxter. Inga underarter finns listade i Catalogue of Life.